# Accord de libre-échange du Royaume-Uni
À la suite du retrait de l'Union européenne en 2020, le Royaume-Uni a signé plusieurs accords commerciaux qui sont entrées en vigueur après la période de transition fin 2020. Un grand nombre de ces accords commerciaux sont des accords de continuation des précédents accords signés par l'Union européenne avec ces pays.

## Liste
| no  | Pays                                                           | Signature         | Application      | Références | Valeur commerciale en 2018 |
| --- | -------------------------------------------------------------- | ----------------- | ---------------- | ---------- | -------------------------- |
| 1.  | Chili                                                          | 30 janvier 2019   | 1 janvier 2021   | [ 3 ]      | 2 milliards de livres      |
| 2.  | Madagascar, Seychelles, Île Maurice et Zimbabwe                | 31 janvier 2019   | 1 janvier 2021   | [ 4 ]      | 2 milliards de livres      |
| 3.  | Îles Féroé                                                     | 31 janvier 2019   | 1 janvier 2021   | [ 5 ]      | 252 millions de livres     |
| 4.  | Suisse                                                         | 11 février 2019   | 1 janvier 2021   | [ 6 ]      | 32,4 milliards de livres   |
| 5.  | Liechtenstein                                                  | 11 février 2019   | 1 janvier 2021   | [ 7 ]      | 146 millions de livres     |
| 6.  | Israël                                                         | 18 février 2019   | 1 janvier 2021   | [ 8 ]      | 4,2 milliards de livres    |
| 7.  | Palestine                                                      | 18 février 2019   | 1 janvier 2021   | [ 9 ]      | 41 millions de livres      |
| 8.  | Fidji et Papouasie-Nouvelle-Guinée                             | 14 mars 2019      | 1 janvier 2021   | [ 10 ]     | 163 millions de livres     |
| 9.  | Cariforum                                                      | 22 mars 2019      | 1 janvier 2021   | [ 11 ]     | 3,7 milliards de livres    |
| 10. | Colombie, Équateur and Pérou                                   | 15 mai 2019       | 1 janvier 2021   | [ 12 ]     | 3,4 milliards de livres    |
| 11. | Costa Rica, Salvador, Guatemala, Honduras, Nicaragua et Panama | 18 juillet 2019   | 1 janvier 2021   | [ 13 ]     | 1,1 milliard de livres     |
| 12. | Corée du Sud                                                   | 22 août 2019      | 1 janvier 2021   | [ 14 ]     | 14,8 milliards de livres   |
| 13. | Liban                                                          | 19 septembre 2019 | 1 janvier 2021   | [ 15 ]     | 762 millions de livres     |
| 14. | Tunisie                                                        | 4 octobre 2019    | 1 janvier 2021   | [ 16 ]     | 542 millions de livres     |
| 15. | Union douanière d'Afrique australe et Mozambique               | 9 octobre 2019    | 1 janvier 2021   | [ 17 ]     | 10,2 milliards de livres   |
| 16. | Géorgie                                                        | 21 octobre 2019   | 1 janvier 2021   | [ 18 ]     | 123 millions de livres     |
| 17. | Maroc                                                          | 26 octobre 2019   | 1 janvier 2021   | [ 19 ]     | 2,5 milliards de livres    |
| 18. | Jordanie                                                       | 5 novembre 2019   | 1 janvier 2021   | [ 20 ]     | 448 millions de livres     |
| 19. | Kosovo                                                         | 3 décembre 2019   | 1 janvier 2021   | [ 21 ]     | 8 millions de livres       |
| 20. | Ukraine                                                        | 8 octobre 2020    | 1 janvier 2021   | [ 22 ]     | 1,5 milliard de livres     |
| 21. | Côte d'Ivoire                                                  | 15 octobre 2020   | 1 janvier 2021   | [ 23 ]     | 401 millions de livres     |
| 22. | Japon                                                          | 23 octobre 2020   | 1 janvier 2021   | ,          | 29,1 milliards de livres   |
| 23. | Kenya                                                          | 3 novembre 2020   | 1 janvier 2021   | [ 27 ]     | 1,4 milliard de livres     |
| 24. | Canada                                                         | 22 novembre 2020  | 1 janvier 2021   | ,          | 20,0 milliards de livres   |
| 25. | Macédoine du Nord                                              | 3 décembre 2020   | 1 janvier 2021   | [ 30 ]     | 1,8 milliard de livres     |
| 26. | Égypte                                                         | 5 décembre 2020   | 1 janvier 2021   | [ 31 ]     | 3,5 milliards de livres    |
| 27. | Norvège et Islande                                             | 8 décembre 2020   | 1 janvier 2021   | [ 32 ]     | 26,7 milliards de livres   |
| 28. | Singapour                                                      | 10 décembre 2020  | 1 janvier 2021   | ,          | 9,95 milliards de livres   |
| 29. | Viêt Nam                                                       | 10 décembre 2020  | 1 janvier 2021   | ,          | 5,2 milliards de livres    |
| 30. | Mexique                                                        | 15 décembre 2020  | 1 janvier 2021   | [ 37 ]     | 5,254 milliards de livres  |
| 31. | Moldavie                                                       | 24 décembre 2020  | 1 janvier 2021   | [ 38 ]     | 395 millions de livres     |
| 32. | Turquie                                                        | 29 décembre 2020  | 1 janvier 2021   | [ 39 ]     | 18,6 milliards de livres   |
| 33. | Cameroun                                                       | 30 décembre 2020  | 1 janvier 2021   | [ 40 ]     | 200 millions de livres     |
| 34. | Union européenne (Accord)                                      | 24 décembre 2020  | 1 janvier 2021   | [ 41 ]     | 668 milliards de livres    |
| 35. | Albanie                                                        | 5 février 2021    |                  | [ 42 ]     | 158 millions de livres     |
| 36. | Ghana                                                          | 5 février 2021    |                  | [ 43 ]     | 1,2 milliard de livres     |
| 37. | Serbie                                                         | 30 avril 2021     |                  | [ 44 ]     | 682 millions de livres     |
| 38. | Nouvelle-Zélande (Accord)                                      | 1 mars 2022       | [ 45 ]           |            |                            |
| 39. | Australie (Accord)                                             | 16 décembre 2021  |                  | [ 46 ]     |                            |
| 40. | Accord de partenariat transpacifique                           | 31 mars 2023      | 15 décembre 2024 | [ 47 ]     |                            |
| 41. | États-Unis                                                     | 31 juin 2025      |                  | [ 48 ]     |                            |